# Oncaea vodjanitskii
Oncaea vodjanitskii is een eenoogkreeftjessoort uit de familie van de Oncaeidae. De wetenschappelijke naam van de soort is voor het eerst geldig gepubliceerd in 1965 door Shmeleva & Delalo.